# Diconium
Die Diconium Group GmbH (Eigenschreibweise DICONIUM, vormals dmc digital media center GmbH) ist ein digitales Dienstleistungsunternehmen mit Hauptsitz in Stuttgart. Das globale Unternehmen ist spezialisiert auf den Aufbau von Software-Delivery-Organisationen und setzt den Fokus auf digitale Vertriebslösungen, softwaredefinierte Produkte, Cybersecurity und Compliance und KI-Transformation. Seit Januar 2020 ist Diconium hundertprozentige Tochter des Automobilkonzerns Volkswagen.

## Geschichte und Entwicklung
Diconium wurde als dmc digital media center GmbH im Jahr 1995 von Andreas Schwend und Daniel Rebhorn gegründet. Entstanden aus dem Projekt einer Enterprise-Ressource-Planning-Einführung in einem mittelständischen Unternehmen, haben sich beide Gründer mit den Trends im Bereich des digitalen Publizierens sowie Möglichkeiten des World Wide Webs befasst. Auf einem Symposium zum Thema „digitales Fernsehen Baden-Württemberg“ kam es dann zur Begegnung mit dem ersten Kunden, der Firma Neckermann. In zahlreichen weiteren Mandaten hat dmc Unternehmen durch eine digitale Transformation – die damals noch nicht als solche bezeichnet wurde – begleitet.
Anschließend wurde mit einem Partner die Firma embitel in Bangalore aufgebaut. embitel fungierte in der Folge zunächst als verlängerte Werkbank des Stuttgarter Büros um lokale Märkte in Asien, den Emiraten und den USA zu adressieren. Im Jahr 2015 wurde die CINTEO GmbH gegründet, die später vom Stuttgarter Automobilkonzern Daimler vollständig übernommen wurde. Im Fokus der CINTEO GmbH war die Digitalstrategie von Mercedes-Benz Cars. Seit 16. September 2015 ist Diconium in das Handelsregister beim Amtsgericht Stuttgart eingetragen. Eine zentrale organisatorische Veränderung war der Einstieg von Volkswagen. Im Januar 2019 wurde Diconium Technologiepartner für den Aufbau von Geschäftsmodellen und digitaler Mehrwertdienste. Bereits Ende 2018 hatte sich die Volkswagen AG bei Diconium mit 49 Prozent beteiligt und sich ein Vorkaufsrecht gesichert. Seit Januar 2020 ist Diconium hundertprozentige Tochter der Volkswagen AG. Während Diconium innerhalb der Volkswagen Group zunächst Cariad zugeordnet war, erfolgte im Juli 2024 ein interner Transfer zur Volkswagen Group IT (K-D).
Diconium wird von elf Managing Direktoren geleitet. Managing Partner der Embitel-Gruppe ist Sharad Bairathi.

## Unternehmen

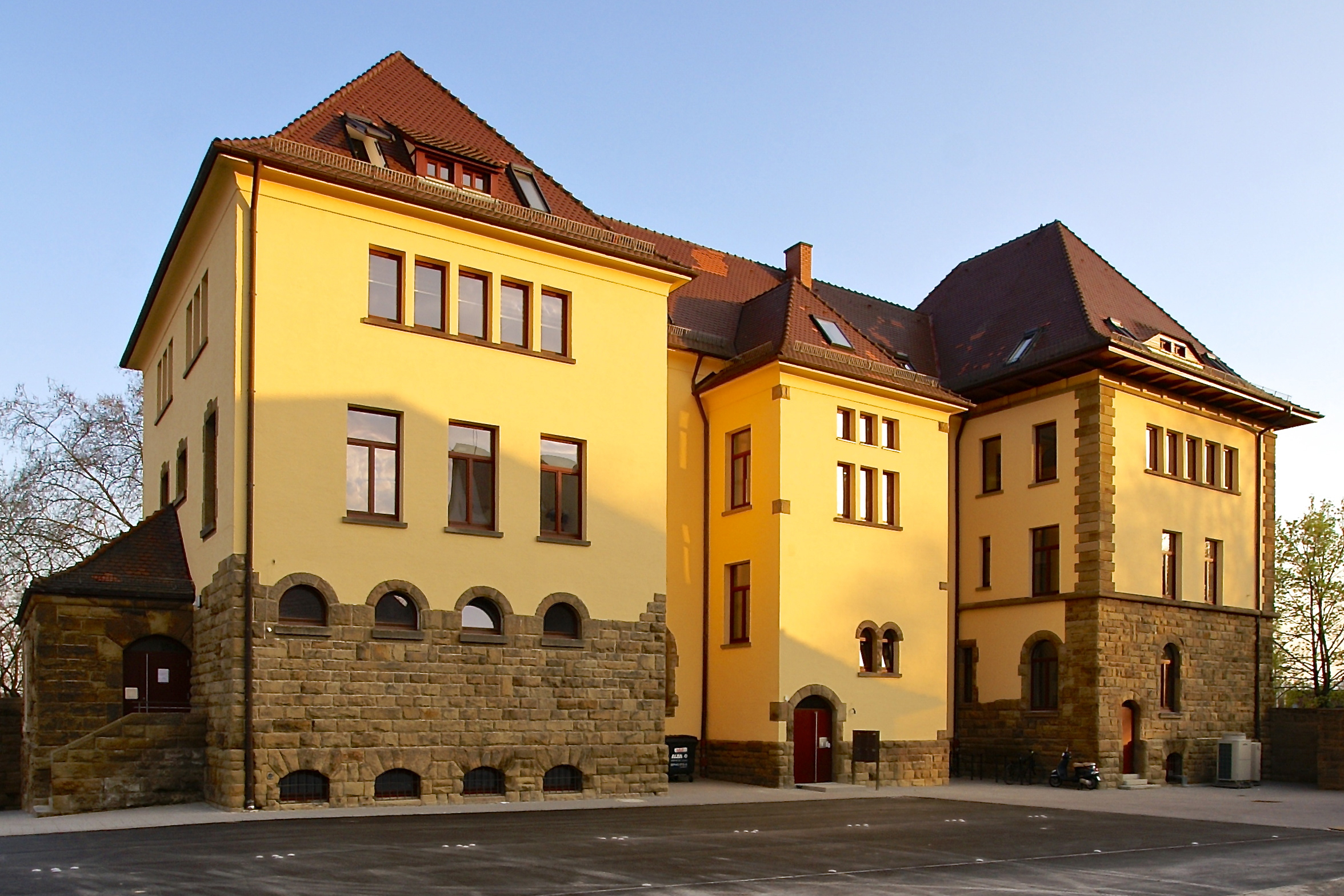
Standort Stuttgart

Diconium ist als GmbH firmiert, der Hauptsitz befindet sich im Kastell Stuttgart-Bad-Cannstatt. Seit Juli 2025 befindet sich Diconium in einer organisatorischen Neuordnung. Die bisherige Diconium GmbH, einschließlich zentraler Funktionen, wurde mit der Diconium digital GmbH verschmolzen und firmiert seither als Diconium Group GmbH. Parallel dazu wurden die operativen Tochtergesellschaften – Diconium strategy GmbH, Diconium digital solutions GmbH, Diconium data GmbH und Diconium auto GmbH – in der neu gegründeten Diconium Germany GmbH gebündelt, die als operative Hauptgesellschaft fungiert. Als Kunden werden unter anderem Volkswagen, STIHL, Sunrise, Bechtle, Häfele, Galeria Karstadt Kaufhof, Edeka, Mann+Hummel oder Trumpf angegeben. In der Vergangenheit wurde unter anderem mit Kunden wie Kaiser+Kraft und Kodak alaris geworben.

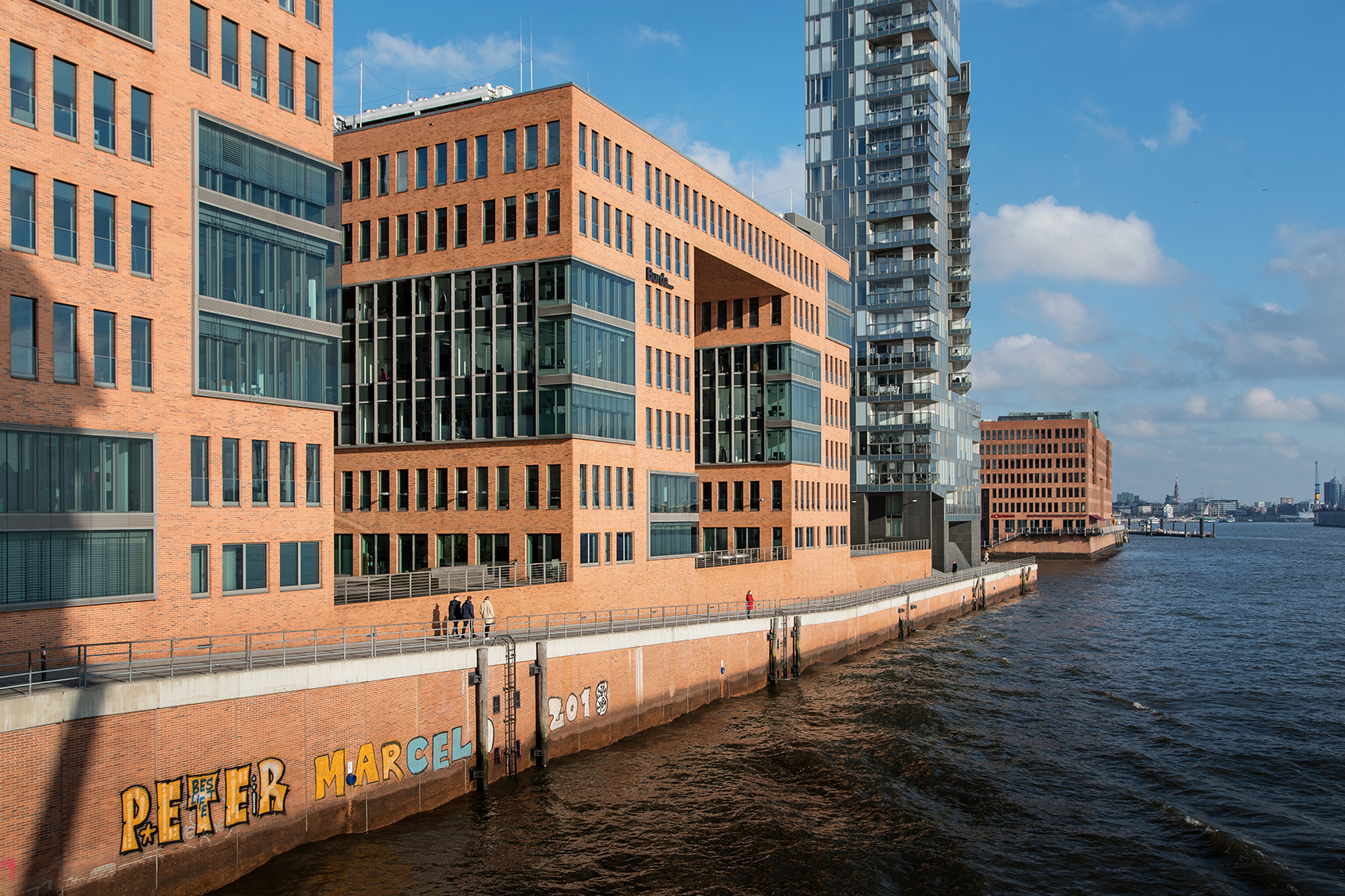
Standort Hamburg

### Standorte
Stand September 2024 ist Diconium mit rund 2200 Mitarbeitenden in 15 Standorten vertreten: Stuttgart, Berlin, Hamburg, München, Wolfsburg, Dresden, Karlsruhe und Ingolstadt sowie Bukarest, Bangalore, Peking, Lissabon, Porto, San José und VaE.

## Zusammenarbeit mit Volkswagen
Volkswagen und die Gründergesellschafter von Diconium haben sich im Januar 2020 auf eine Übernahme der verbleibenden Anteile von Volkswagen an Diconium geeinigt. Mit dem vollständigen Erwerb der Anteile stärkt Volkswagen seine Fähigkeiten in der Entwicklung digitaler Vertriebslösungen. Dazu zählt der Aufbau einer globalen Online-Vertriebsplattform, über die Kunden aller Konzernmarken künftig digitale Dienste und On-Demand-Funktionen für ihr vollvernetztes Fahrzeug einkaufen und verwalten können. Diconium bringt sein Know-how hierzu in die Cariad ein, die markenübergreifend Software im Fahrzeug, die digitalen Ökosysteme und kundennahe Funktionen im Handel entwickelt. Dazu zählen Funktionen wie Multimedia-Streaming im Auto, automatisches Bezahlen fürs Tanken, Laden und Parken, sowie Updates für das Fahrzeug. Hierzu wird die Online-Vertriebsplattform mit der Volkswagen Automotive Cloud verknüpft, deren Aufbau ebenfalls in der Cariad verantwortet wird. Diconium ist neben dem schwedischen Telematikspezialisten Wirelesscar und dem US-Softwarekonzern Microsoft der dritte Technologiepartner, mit deren Hilfe Volkswagen ein eigenes digitales Ökosystem schaffen will. Für Volkswagen war die Übernahme ein strategischer Schritt, um das Elektroauto ID.3 mit umfassenden digitalen Services anbieten zu können.
Teams von Volkswagen und Diconium arbeiteten bereits seit Juli 2019 am neuen Volkswagen We Campus in Berlin zusammen. Am We Campus wurden schrittweise rund 900 Fachkräfte für die Entwicklung neuer Mobilitätsservices und digitaler Dienste zusammengeführt. Im Zuge der Übernahme verstärkte Diconium seine Geschäftsführung mit Anja Hendel. Eine der Hauptaufgaben Hendels war es, die direkte Zusammenarbeit mit der Volkswagen AG auszuweiten und diese in ihren Digitalisierungsbestrebungen zu beraten.

## Auszeichnungen und Anerkennungen
Im Internetagentur-Ranking 2018 des Bundesverbandes Digitale Wirtschaft zählte Diconium zu den zehn größten Internetdienstleistern in Deutschland. Das Fachmagazin Werben & Verkaufen listete das Unternehmen in einem Jahr auf Platz 7 der erfolgreichsten Fullservice-Digitalagenturen. Des Weiteren besteht eine Kooperation mit der Fachzeitschrift Horizont.
- Auszeichnung mit dem Top Job-Award als der beste Arbeitgeber in Baden-Württemberg 2019[22]
- Auszeichnung Top Beratung im Bereich Digitalisierung vom Handelsblatt am 26. Juli 2022[23][24]
- Platzierung in der Weltrangliste von Forbes 'World's Best Management Consulting Firms 2022'[25]
- Platzierung unter den Top 25 in der Lünendonk-Liste der besten Digital Experience Dienstleister im Jahr 2022[26]
- Auszeichnung Gold als beste Arbeitgebermarke / Employer Branding Award 2023[27]
- Platzierung im brand eins Ranking der besten Unternehmensberater 2023[4]

## Belege
1. ↑  Handelsblatt: Zukunft der Mobilität: VW übernimmt die Digitalagentur Diconium komplett
2. ↑  Diconium: Who we are
3. 1 2  WPP, WeCreate, BBDO, Factor-A/Dept, Schleich, Diconium: Die Personalien der Woche, auf wuv.de
4. 1 2  Diconium, Stellenanzeige auf brandeins.de
5. ↑  Bundesanzeiger
6. ↑  Impressum | diconium. Abgerufen am 4. April 2024.
7. ↑  Diconium - Partner für digitale Transformation. Abgerufen am 9. November 2020.
8. ↑  Volkswagen und Diconium bauen Zusammenarbeit weiter aus. volkswagen-newsroom.com, abgerufen am 10. November 2020.
9. ↑  Volkswagen und Diconium bauen Zusammenarbeit weiter aus. Abgerufen am 7. November 2020.
10. ↑  Stefan Mayr: Die Transformer. Abgerufen am 10. November 2020.
11. ↑  dmc heißt jetzt Diconium digital solutions. Abgerufen am 9. November 2020.
12. ↑  Diconium-Gruppe setzt 64 Prozent mehr um | W&V. Werben & Verkaufen, 12. Januar 2017, abgerufen am 9. November 2020.
13. ↑  Volkswagen steigt bei Digital-Spezialist Diconium ein. Volkswagen AG, 23. November 2018, abgerufen am 18. Januar 2020.
14. ↑  About Us | diconium. Abgerufen am 17. Januar 2025 (englisch).
15. ↑  Embitel Company Overview. In: Embitel. (embitel.com [abgerufen am 17. Januar 2025]).
16. ↑  Best Cases. Diconium.com, abgerufen am 11. März 2021.
17. ↑  Locations, auf Diconium.com
18. ↑  „Wir wollen unsere Software-Plattform selbst entwickeln“. Abgerufen am 7. November 2020.
19. ↑  Zusammenarbeit Volkswagen und Diconium. Abgerufen am 10. November 2020.
20. ↑  Internetagentur-Ranking. Abgerufen am 7. November 2020.
21. ↑  Diconium ist Kooperationspartner von Horizont. Abgerufen am 9. November 2020.
22. ↑  TOP-ARBEITGEBER.DE - die besten Arbeitgeber Deutschlands: Diconium GmbH. Archiviert vom Original (nicht mehr online verfügbar); abgerufen am 10. November 2020.
23. ↑  Ranking 2022 | Consultingfirmen suchen die Balance – Das sind die besten Unternehmensberater, auf handelsblatt.com
24. ↑  Digitale Transformation ist endlos, nie abgeschlossen. Sie durchdringt unsere Arbeitsprozesse – von der Strategieentwicklung bis zum Vertrieb., auf Diconium.com
25. ↑  2022 | World’s Best Management Consulting Firms, auf forbes.com
26. ↑  Lünendonk-Liste 2022 | Führende Anbieter von Digital Experience Services in Deutschland, auf luenendonk.de
27. ↑  Beste Arbeitgebermarke des Jahres 2023, auf employer-branding-award.com

Koordinaten: 48° 48′ 48,5″ N, 9° 12′ 45,6″ O